# 2015-ös Kuala Lumpur-i műugró-Grand Prix-verseny
A Nemzetközi Úszószövetség (FINA) 2015-ben a 21. alkalommal rendezte meg október 23. és október 25. között a műugró-Grand Prix-versenysorozatot, melynek nyolcadik állomása a maláj főváros, Kuala Lumpur volt.

## Eredmények

### Éremtáblázat
| #        | nemzet             | arany | ezüst | bronz | összesen |
| 1        | Kína               | 7     | 4     | 2     | 13       |
| 2        | Malajzia           | 3     | 3     | 0     | 6        |
| 3        | Ukrajna            | 0     | 1     | 4     | 5        |
| 4        | Egyesült Királyság | 0     | 1     | 0     | 1        |
| 4        | Indonézia          | 0     | 1     | 0     | 1        |
| 6        | Ausztrália         | 0     | 0     | 1     | 1        |
| 6        | Lengyelország      | 0     | 0     | 1     | 1        |
| 6        | Svédország         | 0     | 0     | 1     | 1        |
| összesen | összesen           | 10    | 10    | 9     | 29       |

### Éremszerzők
| versenyszám          | arany                                                   | ezüst                                               | bronz                                     |
| férfiak              |                                                         |                                                     |                                           |
| 3 m                  | Peng Csien-feng (Peng Jianfeng)                         | Ahmad Amsyar Azman                                  | Oleg Kologyij                             |
| 3 m szinkron         | Chew Yiwei / Ahmad Amsyar Azman                         | Li Ja-nan (Li Yanan) / Csung Jü-ming (Zhong Yuming) | Andrzej Rzeszutek / Kacper Lesiak         |
| 10 m                 | Vang An-csi (Wang Anqi)                                 | Kao Ang (Gao Ang)                                   | Jesper Tolvers                            |
| 10 m szinkron        | Kao Ang (Gao Ang) / Vang An-csi (Wang Anqi)             | Adityo Restu Putra / Andriyan Andriyan              | nem adták ki                              |
| nők                  |                                                         |                                                     |                                           |
| 3 m                  | Vu Csun-ting (Wu Chunting)                              | Anasztaszija Negyobiga                              | Hszü Cse-huan (Xu Zhihuan)                |
| 3 m szinkron         | Vu Csun-ting (Wu Chunting) / Hszü Cse-huan (Xu Zhihuan) | Nur Dhabitah Sabri / Cheong Jun Hong                | Viktorija Keszar / Anasztaszija Negyobiga |
| 10 m                 | Vang Jing (Wang Ying)                                   | Lois Toulson                                        | Vang Han (Wang Han)                       |
| 10 m szinkron        | Cheong Jun Hong / Nur Dhabitah Sabri                    | Vang Han (Wang Han) / Vang Jing (Wang Ying)         | Hanna Krasznoslik / Vlada Tacsenko        |
| vegyes csapatverseny |                                                         |                                                     |                                           |
| 3 m szinkron         | Vu Csun-ting (Wu Chunting) / Li Ja-nan (Li Yanan)       | Muhammad Syafiq Puteh / Nur Dhabitah Sabri          | Oleg Kologyij / Anasztaszija Negyobiga    |
| 10 m szinkron        | Chew Yiwei / Cheong Jun Hong                            | Vang An-csi (Wang Anqi) / Vang Jing (Wang Ying)     | Nicholas Jeffree / Brittany O’Brien       |

## A versenyen részt vevő nemzetek
A Grand Prix-n 13 nemzet 57 sportolója – 25 férfi és 32 nő – vett részt, az alábbi megbontásban:
| Részt vevő nemzetek férfi / nő megbontásban | Részt vevő nemzetek férfi / nő megbontásban | Részt vevő nemzetek férfi / nő megbontásban | Részt vevő nemzetek férfi / nő megbontásban | Részt vevő nemzetek férfi / nő megbontásban | Részt vevő nemzetek férfi / nő megbontásban | Részt vevő nemzetek férfi / nő megbontásban | Részt vevő nemzetek férfi / nő megbontásban | Részt vevő nemzetek férfi / nő megbontásban |
| ------------------------------------------- | ------------------------------------------- | ------------------------------------------- | ------------------------------------------- | ------------------------------------------- | ------------------------------------------- | ------------------------------------------- | ------------------------------------------- | ------------------------------------------- |
| nemzet                                      | F                                           | N                                           | nemzet                                      | F                                           | N                                           | nemzet                                      | F                                           | N                                           |
| Ausztrália                                  | 2                                           | 2                                           | Kína                                        | 5                                           | 4                                           | Svédország                                  | 1                                           | 0                                           |
| Egyesült Királyság                          | 0                                           | 2                                           | Lengyelország                               | 2                                           | 0                                           | Ukrajna                                     | 2                                           | 5                                           |
| Egyiptom                                    | 4                                           | 3                                           | Makaó                                       | 0                                           | 2                                           | USA                                         | 1                                           | 4                                           |
| Indonézia                                   | 2                                           | 3                                           | Malajzia                                    | 3                                           | 4                                           |                                             |                                             |                                             |
| Kanada                                      | 2                                           | 3                                           | Norvégia                                    | 1                                           | 0                                           |                                             |                                             |                                             |

F = férfi, N = nő

## Versenyszámok

### Férfiak

#### 3 méteres műugrás
| #  | Ország        | Név                             | Selejtező | Selejtező | Középdöntő | Középdöntő | Középdöntő | Középdöntő | Döntő   | Döntő  |
| #  | Ország        | Név                             | Selejtező | Selejtező | A          | A          | B          | B          | Döntő   | Döntő  |
| #  | Ország        | Név                             | Rangsor   | Pontok    | Rangsor    | Pontok     | Rangsor    | Pontok     | Rangsor | Pontok |
| -- | ------------- | ------------------------------- | --------- | --------- | ---------- | ---------- | ---------- | ---------- | ------- | ------ |
|    | Kína          | Peng Csien-feng (Peng Jianfeng) | 1         | 452,90    |            |            | 1          | 403,10     | 1       | 476,60 |
|    | Malajzia      | Ahmad Amsyar Azman              | 6         | 351,90    | 1          | 396,20     |            |            | 2       | 436,10 |
|    | Ukrajna       | Oleg Kologyij                   | 2         | 405,80    | 2          | 390,50     |            |            | 3       | 428,80 |
| 4  | Lengyelország | Andrzej Rzeszutek               | 5         | 358,20    |            |            | 2          | 380,35     | 4       | 345,90 |
| 5  | USA           | Darian Schmidt                  | 4         | 372,90    | 3          | 385,05     |            |            | 5       | 341,00 |
| 6  | Kanada        | Jamie Bissett                   | 3         | 374,25    |            |            | 3          | 351,75     | 6       | 306,70 |
|    |               |                                 |           |           |            |            |            |            |         |        |
| 7  | Malajzia      | Muhammad Syafiq Puteh           | 8         | 348,75    | 4          | 349,30     |            |            |         |        |
| 8  | Svédország    | Jesper Tolvers                  | 11        | 316,35    |            |            | 4          | 345,35     |         |        |
| 9  | Ausztrália    | Joshua Kehagias                 | 9         | 342,65    |            |            | 5          | 337,65     |         |        |
| 10 | Norvégia      | Espen Valheim                   | 7         | 349,45    |            |            | 6          | 305,50     |         |        |
| 11 | Egyiptom      | Emadeldin Abdellatif            | 10        | 327,55    | 5          | 301,75     |            |            |         |        |
| 12 | Ukrajna       | Sztaniszlav Olifercsuk          | 12        | 313,25    | 6          | 294,65     |            |            |         |        |
|    |               |                                 |           |           |            |            |            |            |         |        |
| 13 | Egyiptom      | Youssef Ezzat                   | 13        | 310,85    |            |            |            |            |         |        |
| 14 | Kína          | Li Ja-nan (Li Yanan)            | 14        | 294,25    |            |            |            |            |         |        |
| 15 | Indonézia     | Adityo Restu Putra              | 15        | 288,60    |            |            |            |            |         |        |
| 16 | Lengyelország | Kacper Lesiak                   | 16        | 278,90    |            |            |            |            |         |        |
| 17 | Kanada        | Cody Yano                       | 17        | 269,50    |            |            |            |            |         |        |
| 18 | Indonézia     | Andriyan Andriyan               | 18        | 245,55    |            |            |            |            |         |        |

#### 3 méteres szinkronugrás
| # | Ország        | Név                                                 | Pontok |
| - | ------------- | --------------------------------------------------- | ------ |
|   | Malajzia      | Chew Yiwei / Ahmad Amsyar Azman                     | 371,31 |
|   | Kína          | Li Ja-nan (Li Yanan) / Csung Jü-ming (Zhong Yuming) | 367,50 |
|   | Lengyelország | Andrzej Rzeszutek / Kacper Lesiak                   | 354,81 |
| 4 | Indonézia     | Adityo Restu Putra / Andriyan Andriyan              | 309,30 |
| 5 | Egyiptom      | Emadeldin Abdellatif / Neuman Mohamed               | 303,81 |

#### 10 méteres toronyugrás
| # | Ország     | Név                     | Selejtező | Selejtező | Középdöntő | Középdöntő | Középdöntő | Középdöntő | Döntő   | Döntő  |
| # | Ország     | Név                     | Selejtező | Selejtező | A          | A          | B          | B          | Döntő   | Döntő  |
| # | Ország     | Név                     | Rangsor   | Pontok    | Rangsor    | Pontok     | Rangsor    | Pontok     | Rangsor | Pontok |
| - | ---------- | ----------------------- | --------- | --------- | ---------- | ---------- | ---------- | ---------- | ------- | ------ |
|   | Kína       | Vang An-csi (Wang Anqi) | 1         | 444,65    |            |            | 1          | 460,70     | 1       | 471,85 |
|   | Kína       | Kao Ang (Gao Ang)       | 2         | 374,55    | 1          | 432,75     |            |            | 2       | 451,70 |
|   | Svédország | Jesper Tolvers          | 6         | 325,30    | 2          | 351,15     |            |            | 3       | 396,80 |
| 4 | Malajzia   | Chew Yiwei              | 3         | 369,70    |            |            | 2          | 409,60     | 4       | 392,35 |
| 5 | Norvégia   | Espen Valheim           | 4         | 363,25    | 3          | 330,10     |            |            | 5       | 381,70 |
| 6 | Egyiptom   | Youssef Ezzat           | 5         | 328,25    |            |            | 4          | 266,15     | 6       | 294,50 |
|   |            |                         |           |           |            |            |            |            |         |        |
| 7 | Ausztrália | Nicholas Jeffree        | 7         | 271,85    |            |            | 3          | 302,70     |         |        |
| 8 | Egyiptom   | Mohab Mohymen Ishak     | 8         | 247,10    | 4          | 280,00     |            |            |         |        |

#### 10 méteres szinkronugrás
| # | Ország    | Név                                         | Pontok |
| - | --------- | ------------------------------------------- | ------ |
|   | Kína      | Kao Ang (Gao Ang) / Vang An-csi (Wang Anqi) | 394,86 |
|   | Indonézia | Adityo Restu Putra / Andriyan Andriyan      | 308,22 |

### Nők

#### 3 méteres műugrás
| #  | Ország             | Név                        | Selejtező | Selejtező | Középdöntő | Középdöntő | Középdöntő | Középdöntő | Döntő   | Döntő  |
| #  | Ország             | Név                        | Selejtező | Selejtező | A          | A          | B          | B          | Döntő   | Döntő  |
| #  | Ország             | Név                        | Rangsor   | Pontok    | Rangsor    | Pontok     | Rangsor    | Pontok     | Rangsor | Pontok |
| -- | ------------------ | -------------------------- | --------- | --------- | ---------- | ---------- | ---------- | ---------- | ------- | ------ |
|    | Kína               | Vu Csun-ting (Wu Chunting) | 3         | 283,75    |            |            | 1          | 335,25     | 1       | 329,20 |
|    | Ukrajna            | Anasztaszija Negyobiga     | 2         | 292,80    | 1          | 288,50     |            |            | 2       | 321,25 |
|    | Kína               | Hszü Cse-huan (Xu Zhihuan) | 7         | 263,85    |            |            | 3          | 315,40     | 3       | 307,60 |
| 4  | Ukrajna            | Viktorija Keszar           | 10        | 227,50    | 3          | 264,45     |            |            | 4       | 296,00 |
| 5  | Malajzia           | Nur Dhabitah Sabre         | 1         | 305,15    |            |            | 2          | 318,50     | 5       | 282,70 |
| 6  | USA                | Laura Ryan                 | 4         | 282,15    | 2          | 283,80     |            |            | 6       | 279,25 |
|    |                    |                            |           |           |            |            |            |            |         |        |
| 7  | Egyesült Királyság | Katherine Torrance         | 5         | 279,30    |            |            | 4          | 266,60     |         |        |
| 8  | Makaó              | Sut Ian Choi               | 12        | 217,95    | 4          | 253,65     |            |            |         |        |
| 9  | Kanada             | Frédérique Lalonde         | 8         | 251,60    | 5          | 248,20     |            |            |         |        |
| 10 | USA                | Deidre Freeman             | 6         | 268,15    | 6          | 237,90     |            |            |         |        |
| 11 | Makaó              | Sut Kuan Choi              | 11        | 225,90    |            |            | 5          | 211,60     |         |        |
| 12 | Egyiptom           | Habiba Ashraf Kamal        | 9         | 230,25    |            |            | 6          | 196,95     |         |        |
|    |                    |                            |           |           |            |            |            |            |         |        |
| 13 | Egyiptom           | Maha Khaled Eissa          | 13        | 214,90    |            |            |            |            |         |        |
| 14 | Malajzia           | Jasmine Lai                | 14        | 198,00    |            |            |            |            |         |        |
| 15 | Indonézia          | Linadini Yasmin            | 15        | 166,65    |            |            |            |            |         |        |

#### 3 méteres szinkronugrás
| # | Ország    | Név                                                     | Pontok |
| - | --------- | ------------------------------------------------------- | ------ |
|   | Kína      | Vu Csun-ting (Wu Chunting) / Hszü Cse-huan (Xu Zhihuan) | 304,50 |
|   | Malajzia  | Nur Dhabitah Sabri / Cheong Jun Hong                    | 288,75 |
|   | Ukrajna   | Viktorija Keszar / Anasztaszija Negyobiga               | 280,95 |
| 4 | Makaó     | Choi Sut Ian / Choi Sut Kuan                            | 237,63 |
| 5 | Egyiptom  | Maha Abdel Salam / Habiba Ashraf Kamal                  | 220,17 |
| 6 | Indonézia | Sari Ambarwati Suprihatin / Maria Natalie Dinda Anasti  | 200,01 |

#### 10 méteres toronyugrás
| #  | Ország             | Név                   | Selejtező | Selejtező | Középdöntő | Középdöntő | Középdöntő | Középdöntő | Döntő   | Döntő  |
| #  | Ország             | Név                   | Selejtező | Selejtező | A          | A          | B          | B          | Döntő   | Döntő  |
| #  | Ország             | Név                   | Rangsor   | Pontok    | Rangsor    | Pontok     | Rangsor    | Pontok     | Rangsor | Pontok |
| -- | ------------------ | --------------------- | --------- | --------- | ---------- | ---------- | ---------- | ---------- | ------- | ------ |
|    | Kína               | Vang Jing (Wang Ying) | 8         | 258,10    | 1          | 309,90     |            |            | 1       | 382,70 |
|    | Egyesült Királyság | Lois Toulson          | 3         | 288,65    |            |            | 1          | 306,95     | 2       | 347,20 |
|    | Kína               | Vang Han (Wang Han)   | 2         | 289,20    | 2          | 304,50     |            |            | 3       | 324,30 |
| 4  | Malajzia           | Cheong Jun Hong       | 9         | 256,40    |            |            | 2          | 272,95     | 4       | 277,40 |
| 5  | USA                | Amelia Cozad          | 12        | 213,50    | 3          | 290,75     |            |            | 5       | 268,75 |
| 6  | Ukrajna            | Hanna Krasznoslik     | 5         | 273,10    |            |            | 3          | 259,70     | 6       | 248,55 |
|    |                    |                       |           |           |            |            |            |            |         |        |
| 7  | Ausztrália         | Brittany O’Brien      | 10        | 235,25    | 4          | 264,80     |            |            |         |        |
| 8  | Kanada             | Celina Toth           | 6         | 272,65    | 5          | 252,20     |            |            |         |        |
| 9  | USA                | Lisa Faulkner         | 1         | 289,45    |            |            | 4          | 251,60     |         |        |
| 10 | Ausztrália         | Annarose Keating      | 4         | 277,15    | 6          | 251,05     |            |            |         |        |
| 11 | Kanada             | Eloise Belanger       | 11        | 224,00    |            |            | 5          | 229,60     |         |        |
| 12 | Malajzia           | Traisy Vivien         | 7         | 263,50    |            |            | 6          | 219,35     |         |        |
|    |                    |                       |           |           |            |            |            |            |         |        |
| 13 | Egyiptom           | Maha Abdel Salam      | 13        | 210,70    |            |            |            |            |         |        |
| 14 | Ukrajna            | Valeriia Liulko       | 14        | 180,55    |            |            |            |            |         |        |

#### 10 méteres szinkronugrás
| # | Ország     | Név                                         | Pontok |
| - | ---------- | ------------------------------------------- | ------ |
|   | Malajzia   | Cheong Jun Hong / Nur Dhabitah Sabri        | 319,74 |
|   | Kína       | Vang Han (Wang Han) / Vang Jing (Wang Ying) | 283,38 |
|   | Ukrajna    | Hanna Krasznoslik / Vlada Tacsenko          | 273,33 |
| 4 | Ausztrália | Annarose Keating / Brittany O’Brien         | 220,68 |

### Vegyes csapatverseny

#### Vegyes 3 méteres szinkronugrás
| # | Ország     | Név                                               | Pontok |
| - | ---------- | ------------------------------------------------- | ------ |
|   | Kína       | Vu Csun-ting (Wu Chunting) / Li Ja-nan (Li Yanan) | 303,00 |
|   | Malajzia   | Muhammad Syafiq Puteh / Nur Dhabitah Sabri        | 287,70 |
|   | Ukrajna    | Oleg Kologyij / Anasztaszija Negyobiga            | 287,28 |
| 4 | Egyiptom   | Habiba Ashraf Kamal / Neuman Mohamed              | 242,61 |
| 5 | Ausztrália | Annarose Keating / Nicholas Jeffree               | 239,61 |

#### Vegyes 10 méteres szinkronugrás
| # | Ország     | Név                                             | Pontok |
| - | ---------- | ----------------------------------------------- | ------ |
|   | Malajzia   | Chew Yiwei / Cheong Jun Hong                    | 326,82 |
|   | Kína       | Vang An-csi (Wang Anqi) / Vang Jing (Wang Ying) | 298,92 |
|   | Ausztrália | Nicholas Jeffree / Brittany O’Brien             | 264,42 |